# 七巧板

七巧板

一個七巧板拼成的圖案

七巧板是一種智力游戏，是由七塊板組成的。由於等積變換，所以這七塊板可拼成許多圖形（千種以上），例如：
- 三角形
- 四邊形
- 不規則多邊形
- 各種人物、形象、動物等等
- 中、英文字母
- 阿拉伯數字（0-9）

如果配合兩副或以上的七巧板，甚至可以做出一幅畫。

## 名稱
七巧板除「七巧板」的名稱外，還有不少名稱：「益智圖」、「智慧板」、「唐圖」等都是七巧板的別稱。七巧板的英文名稱則為「Tangram」。這英文名稱的由來在坊間有不少說法，其中流傳最廣的有三種;
1. 它來自被廢棄的英文單詞「Trangram」，意思是奇形怪狀的小玩意。
2. 「Tang」 即是唐山（中國）；而「gram」是來自希臘文「γραμμ?」，詞意為「直线」；整個詞語的意思就是「唐山的直线」。
3. 來自俚語「Tanka」，話說從前居住於中國東南沿海岸被稱為疍家的水上居民，他們供應食物給一些在運輪擺渡中的商家，除了供應食物以外，他們還提供一些娛樂招待，其中一樣即是由七片薄片組成的中國謎題。「Tangram」一詞大約就是Game of the Tanka －「船上人家的遊戲」演化出來的。

## 歷史
根據近代數學史家們的研究，是於明、清兩代間由中國人所發明的；少許人士說七巧板已經發明了一千多年了。

### 中國的發展流程
先是宋朝的燕几圖，之後演化成明朝的蝶翅几，再者清初到現代的七巧板。

#### 燕几圖
七巧板本來的面目是「燕几圖」，燕几的意思是招呼客人賓宴用的案几，引發這個點子的人是北宋進士黄伯思，他先設計了六件長方形案几，於宴會時能視賓客多寡適當調整位置，隨後又增加一件小几，七件案几全拼在一起，會變成一個大長方形，分開組合變化無窮。已和現代七巧板相差無幾了。

#### 蝶翅几
後來，明朝戈汕依照「燕几圖」的原理，又設計了「蝶翅几」，由十三件不同的三角形案几而組成的，拼在一起是一隻蝴蝶展翅的形狀，分開後則可拼成出一百多種圖形。

#### 七巧板
現代的七巧板就是在「燕几圖」與「蝶翅几」的基礎上加以發展出來的。

### 其他國家
七巧板在明、清兩代很快就快傳往日本和歐洲。1805年，歐洲的書目中已經收有介紹中國七巧板的書籍。日本七巧板分割方式和中國的略有不同，它應該是采用蝶几樣法的中心正方形變形而成。由於日本在1742年出版了《清少納言智慧板》一書，而中國現存最早有關七巧板的書籍——《七巧圖合璧》是1813年出版的，因此日本人認為七巧板是日本人所發明。

## 玩法
通常，用七巧板拼摆出的图形应当由全部的七块板组成，且板与板  之间要有连接，如点的连接、线的连接或点与线的连接；可以一个人玩，也可以几个人同时玩。
七巧板的玩法有4种：
1. 依图成形，即从已知的图形来排出答案；
2. 见影排形，从已知的图形找出一种或一种以上的排法；
3. 自创图形，可以自己创造新的玩法、排法；
4. 数学研究，利用七巧板来求解或证明数学问题。七巧板按不同的方法拼摆、组合可以拼排成各种各样的几何图形和形象，如桥梁、船只、房屋、手枪或是跑步、跌倒、玩耍、跳舞、站立的人物以及戏水的鱼、猫、狗等。操作七巧板是一种发散思维活动，有利于培养人们的观察力、注意力、想像力和创造力，因此，不仅具有娱乐的价值，还具有一定的教育价值，被人们运用到了教学当中。由于七巧板可以持续不断地反复组合，已引起哲学、心理学、美学等多领域的研究者的兴趣，还被作为制作商业广告和印章的辅助手段。

## 好處與用處
七巧板的好處與用處较多，例如：
- 形狀概念
- 視覺分辨
- 認智技巧
- 視覺記憶
- 手眼協調
- 鼓勵开放
- 擴散思考
- 創作機會

無論在現代或古代，七巧板都是用以啟發幼兒智力的良好伙伴。它能够把幼兒對實物與形態之間的橋梁連接起來，在培養幼兒的觀察力、想像力、形狀分析及創意邏輯上都有巨大的發展空間。
現在給家長們廣泛採用來幫助小孩學習基本邏輯關係和數學概念。可以幫助孩子認識各種幾何圖形、數字、認識周長和面積的意義，了解畢氏定理。
七巧板還可以教導小朋友辨認顏色，引導小朋友領悟圖形的分割與合成，進而增強小朋友的手部智能、耐性和觀察力。
七巧板亦可用以說故事，把數十幅七巧板圖片連成一幅幅的連貫圖畫，即可當漫畫般說故給小朋友聽。先拼出數款貓、幾款狗、一間屋，即可說出一美妙動人的故事（例如：大花貓遇見狗王子）。

## 類似遊戲
儘管七巧板可以做出很多不同的圖形，但是形狀上就有一個很大的限制：不能做出帶有曲線的圖形。另外，七巧板始終有些圖形不能做出。於是，古今中外就設計出與七巧板類似的遊戲。剛提過的燕几圖與蝶翅几就是兩種，其餘的有：
- 智慧七巧板
- 雙圓七巧板
- 清少納言智慧之板（日语：清少納言知恵の板）
- 變形七巧板
- 九巧板
- 五巧板
- 四巧板
- 益智圖
- 四喜人
- 九连环
- 圖唐圖
- 華氏拼圖
- 圓拼圖
- 破碎的心 (拼圖)
- 神奇蛋
- 十字碎片
- 埃及拼圖
- 阿基米德寶盒（英文：Stomach）
- 人面獅身拼圖
- 左氏拼圖

其中西方將七巧板、九連環、四喜人等這些中國古老玩具統稱為『中國難題』。

## 外部連結
- 會舞動的七巧板郵票
- Tanzzle-1,000,000,000個剪影（页面存档备份，存于）
- 互動七巧板 – 線上七巧板遊戲
- 七巧板 （页面存档备份，存于）